# Партія «Справедливість»
Партія «Справедливість» — українська політична партія, створена 8 квітня 2000 р. У 2011 році партія об'єднала на своїй основі 5 лівоцентристських партії — Справедливість, Патріотичний союз, Народна влада, Українська селянська демократична партія та Партія відродження села.

## Історія

### 2000–2008
У 2000 році у Києві зусиллями колишніх членів СПУ, які не погоджувалися зі стратегією партії, зокрема її голови Олександра Мороза, і прагнули продовжувати політичну діяльність. Лідером партії був обраний Іван Чиж. Партія проголосила себе лівоцентристською організацією соціал-демократичного спрямування.
У 2004 році партія підтримувала кандидата в президенти Віктора Януковича, який зайняв друге місце.
На виборах до Верховної Ради 2006 року партія була у складі виборчого Блоку Литвина і не потрапила до парламенту. На позачергових виборах до Верховної Ради 2007 року з'їзд партії ухвалив рішення про підтримку Комуністичної партії України.
У 2008 році партія знову приєдналась до СПУ.

### 2009–2012
4 квітня 2009 року колишні члени СПУ Станіслав Ніколаєнко та Олександр Баранівський звернулись до всіх членів СПУ з метою об‘єднання із політичною партією «Справедливість», маючи мету реалізувати в Україні програмні принципи європейського демократичного соціалізму.
15 квітня 2009 року Станіслав Ніколаєнко очолив партію. Івана Чижа обрано почесним головою партії.
14 вересня 2009 року Комуністична партія України, Партія «Справедливість», Політична партія «Союз лівих сил», Соціал-демократична партія України (об'єднана) створили виборчий Блок лівих і лівоцентристських сил, відкритий для всіх політичних сил, які виступають проти антинародного режиму, за радикальну зміну політичного курсу і виведення України з глибокої, всеохопної кризи, за соціалізм.

Логотип партії «Об'єднані ліві і селяни»

Наприкінці 2011 року партія змінила назву на «Об'єднані ліві і селяни» і включила чотири політичні партії: Народна влада, Патріотичний союз, Українська селянська демократична партія та Партія відродження села.

### 2013–2014
Партія активно брала участь у подіях Євромайдану, в тому числі у протистоянні у лютому. У квітні 2014 року прийнято рішення повернутися до назви «Справедливість». Першими рішеннями оновленої партії були підтримка Петра Порошенка на виборах президента України та засудження дій Росії щодо анексованого Криму і проросійських протестів у східній Україні.

## Керівництво партії
Голова партії: Ніколаєнко Станіслав Миколайович
Заступник Голови партії: Вінський Йосип Вікентійович
Голова Центральної ревізійної комісії: Тарасенко Олександр Іванович
Почесний Голова: Чиж Іван Сергійович

### Склад Політвиконкому Політради партії
- Ніколаєнко Станіслав Миколайович
- Вінський Йосип Вікентійович
- Венгер Євген Федорович
- Баранівський Олександр Петрович
- Карпенко Сергій Олексійович
- Кушнір Степан Андрійович (2022)
- Нечипорук Володимир Павлович
- Самчук Леонтій Григорович
- Сухий Василь Васильович
- Чиж Іван Сергійович

## Громадські організації
Партію підтримують декілька громадських організацій, серед яких Захист дітей війни, ВМГО Демократична спілка студентів «Студентська платформа», ВГО «Громадська Рада освітян і науковців України», ВГО «Український соціалістичний рух» та інші.